# Druk Star FC
Druk Star FC is een voetbalclub uit Thimphu, Bhutan.
Druk Star speelt in de A-Divisie en is tweemalig kampioen van Bhutan. De ploeg speelt in het Changlimithangstadion.

## Erelijst
- A-Divisie (als hoogste niveau)
  - Winnaar (2): 2002, 2009
- A-Divisie (als tweede niveau)
  - Winnaar (1): 2019

BFF Academy U-19 · Paro FC · Phuentsholing United · Royal Thimphu College FC · Tensung · Thimphu City · Transport United · Tsirang FC